# Мамедов, Эюб Алиага оглы
Эюб Алиага оглы Мамедов (азерб. Əyyub Əliağa oğlu Məmmədov; 24 января 1921, Баку, Азербайджанская ССР — 27 августа 1994, там же, Азербайджан) — азербайджанский живописец, заслуженный деятель искусств Азербайджанской ССР (1963). Член Союза Художников СССР (1946).

## Биография
Родился 24 января 1921 года в Баку, в семье рабочего. После окончания среднего образования, в 1936 году поступил в Азербайджанское Государственное Художественное училище имени Азим Азимзаде, которое окончил в 1941 году. Ещё в 1940 году был назначен там же педагогом по специальным предметам вплоть до мобилизации в ряды Красной Армии в 1942 году. С 1942 по 1945 год участвовал в боях против немецко-фашистских оккупантов в Великой Отечественной войне, пройдя путь от обороны Кавказа до взятия Берлина. После войны, в 1946 году был принят в Союз художников СССР. В том же году поступил в Московский государственный академический художественный институт имени В. И. Сурикова на факультет станковой живописи. Учился у Д. Мочальского и Г. Ряжского. В 1949 году был принят в Московский Союз художников, а в 1950 году становиться участником Всесоюзных выставок. После окончания института возвращается в Азербайджан, начиная свой творческий путь, совмещая с педагогической и общественной деятельностью. Около сорока лет преподавал в Художественном училище имени Азим Азимзаде, а с 1965 по 1975 год был директором этого училища. С I съезда Союза Художников СССР по V съезд избирался в состав Центральной Ревизионной Комиссии Союза Художников СССР. Избирался депутатом Баксовета, председателем Комиссии Ветеранов Великой Отечественной войны, заместителем председателя художественного совета по секции живописи. Эюб Мамедов умер 27 августа 1994 года в Баку, в возрасте 73 лет.

## Награды и звания
- орден Отечественной войны 2-й степени (11.03.1985)
- орден «Знак Почёта» (09.06.1959)
- Медаль «За оборону Кавказа»
- другие медали
- Заслуженный деятель искусств Азербайджанской ССР (1963)